# Временное Якутское областное народное управление
Временное Якутское областное народное управление, сокращённо ВЯОНУ или ВОЯНУ (якут. Саха уобалаһын норуотун быстах кэмҥэ салайыы ) — временный военно-гражданский орган областного управления в Якутии, где в августе 1921 года в результате восстания корнета Коробейникова началась борьба против местной губернской советской власти. Создан 2 марта 1922 года из контролируемых повстанцами населённых пунктов.

## История

### Идеология и социальный состав движения
Основу антисоветского движения в Якутии 1921-1922 гг. составляли бедняки, батраки и середняки; при этом военное руководство осуществляло русское офицерство, идеологическое направление задавала якутская интеллигенция.
Повстанцы ВЯОНУ видели себя частью Российского государства и использовали российский флаг в качестве своей символики.
30 марта 1922 года П. А. Куликовский заявил о включении Якутской области в состав «Чёрного буфера». 

### Эвакуация
21 июня 1922 года после Никольского сражения в Намском улусе красные полностью овладели инициативой и 226-й Петроградский полк под командованием В. Ракитянского после освобождения села Дюпсю направился в Чурапчу. Услышав о поражении повстанцев, ВЯОНУ покинули Чурапчу до 1 июля и направились в сторону Татты и Амги.
4 июля Вооружённые силы ЯАССР заняли Чурапчу. На следующий день ВЯОНУ в сопровождении П. И. Оросина-Вольского выехали в Охотск, а коробейниковцы в Аян. 
В дальнейшем, ВЯОНУ не принимало участия в повстанческом движении. Руководство Якутской области в походе Пепеляева представлял П. А. Куликовский. 